# Johann Lorenz Bach
Johann Lorenz Bach (Schweinfurt, 1695. szeptember 10. – Lahm, 1773. december 14.), német zeneszerző.
Zenei képzését apjától, Johann Valentin Bachtól, illetve Johann Sebastian Bachtól szerezte.
1718-tól haláláig orgonista, kántor és iskolamester címen működött Lahmban. A D-dúr prelúdium fúgával című darabján kívül az összes többi elveszett.
Bach 1719-ben feleségül vette Catharina Froembest. A párnak öt lánya született.